# Daurische dwerghamster
De Daurische dwerghamster (Cricetulus barabensis)  is een zoogdier uit de familie van de Cricetidae. De wetenschappelijke naam van de soort werd voor het eerst geldig gepubliceerd door Pallas in 1773.